# Nestares
Nestares är en kommun i Spanien. Den ligger i den autonoma regionen La Rioja i norra delen av landet, 230 km nordost om huvudstaden Madrid. Antalet invånare är 85 (2024). Arean är 21,61 kvadratkilometer.